# زوراب تسيسكاريدز
زوراب تسيسكاريدز لاعب كرة قدم جورجي من مواليد (8 سبتمبر 1986) لعب سابقاً في نادي الحزم ونادي الجبلين في السعودية

## بداية حياته
ولد تسيسكاريدز في جمهورية جورجيا الاشتراكية السوفياتية قبل تفكك الاتحاد السوفيتي عام 1991م. انتقل خلال طفولته المبكرة إلى بولندا حيث عاش لمدة 10 سنوات في مدينة وارسو مع عائلته ثم في وقت لاحق انتقل حول العالم لمتابعة حياته المهنية.

## مرحلة الشباب
بدأ مسيرته الكروية عام 2004 م في البرازيل مع نادي Limeira Associação Atlética Internacional حيث بقي هناك لمدة ستة أشهر متواصلة ثم بعد ذلك لعب لصالح فريق Grêmio Recreativo Barueri عام 2005 م.خاض تجربة اللعب لصالح DC United قبل سنته الأخيرة خلال فترة المدرسة الثانوية ، ولكنه لم يتم التعاقد معه فبدلاً من ذلك ترك تسيسكاريدز المدرسة لمتابعة مهنة كرة القدم الاحترافية ، وسافر إلى البرازيل وفرنسا.

## روابط خارجية
- زوراب تسيسكاريدز على موقع اتحاد السويد (السويدية)
- زوراب تسيسكاريدز على موقع قاعدة بيانات كرة القدم.إي يو (الإنجليزية)
- زوراب تسيسكاريدز على موقع ناشيونال فوتبول تيمز (الإنجليزية)
- زوراب تسيسكاريدز على موقع Soccerway.com (الإنجليزية)
- زوراب تسيسكاريدز على موقع AS.com (الإسبانية)